# Bombardement de Kunduz (2009)
Pour les articles homonymes, voir Bombardement de Kunduz.
Guerre d'Afghanistan
Le bombardement de Kunduz a eu lieu le 4 septembre 2009 à sept kilomètres de la ville de Kunduz dans le nord de l'Afghanistan. 

## Déroulement
Effectué par un F-15E américain qui a largué deux GBU-38 de 226 kg à la demande de la Bundeswehr allemande, il visait deux camions-citernes d'essence pris par des taliban et a fait 142 morts, dont plus de 100 civils. L'attaque est effectuée à la demande du colonel allemand Georg Klein, ce dernier ayant reçu l'appel d'un informateur afghan qui affirmait que tous les hommes à proximité des camions-citerne étaient des rebelles. Après le bombardement et l'annonce de l'importance des pertes civiles, l'armée américaine met en cause l'officier allemand et lui reproche de s'être basé sur une seule source,Le grand nombre de victimes civiles a eu d'importantes répercussions politiques en Afghanistan, mais aussi en Allemagne, provoquant la démission du ministre de la défense Franz Josef Jung et du Chef d'État-Major de la Bundeswehr Wolfgang Schneiderhan.

## Bilan humain

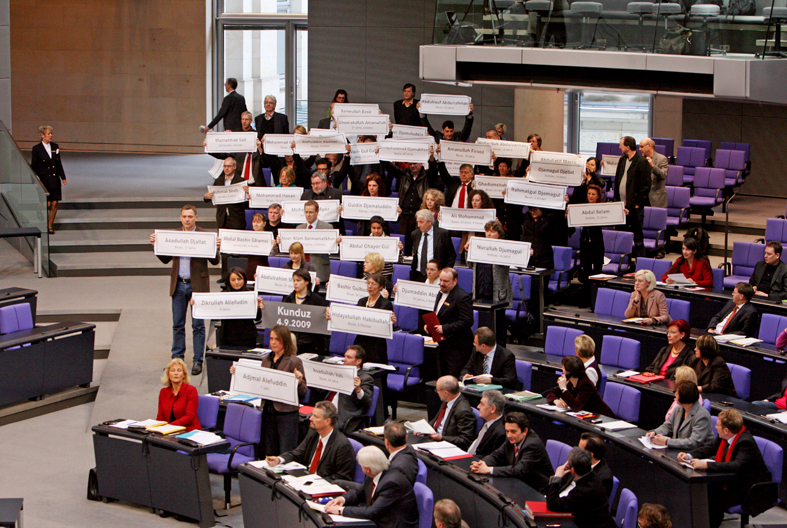
Membres de la gauche allemande brandissant les noms des victimes lors d'un débat le 26 février 2010.

Selon un premier bilan du gouverneur de la province, Mohammad Omar, 48 hommes armés ont été tués ainsi que 6 civils. 15 sont blessés dont deux taliban et deux enfants.
Après l'attaque, une commission est envoyée sur les lieux par le président Hamid Karzaï. Mohammadullah Baktash, un des enquêteurs, déclare : 

« D'après nos discussions avec les responsables locaux, les villageois et le gouverneur de district, nous avons trouvé que 119 personnes avaient été tuées et blessées. Trente civils ont été tués et neuf ont été blessés. Soixante-neuf taliban ont été tués, 49 d'entre eux étaient armés et 20 étaient sans armes. Onze taliban ont été blessés. »

Une équipe de l'OTAN estime le nombre des morts à environ 125, dont au moins deux douzaines de civils.
L'association de défense des droits de l'homme Afghan Rights Monitor estime de son côté le nombre des victimes civiles entre 60 et 70.
D'après Karim Popal, avocat des familles en Allemagne, 137 civils auraient été tués.

## Dans la culture
- Dilemme mortel (Eine mörderische Entscheidung) de Raymond Ley, Allemagne, 30 août 2013.